# マリオテニス エース
『マリオテニス エース』（MARIO TENNIS ACE、欧米版タイトル：Mario Tennis Aces）は、任天堂より2018年6月22日に発売されたNintendo Switch用テニスゲーム。
『マリオテニス』シリーズ第7作目であり、『Nintendo Direct mini 2018.1.11』で初公開された。

## ゲームシステム
出典：
ねらいうち
相手コートの狙った場所にボールを打ち込む。
ラケット破壊
ねらいうちのショットで相手のラケットにダメージを与え、3回ダメージを与えると相手のラケットを破壊することでき、その時点で勝利となる。
ブロック
タイミングを合わせてねらいうちのショットを打ち返せばダメージを無効化可能。
加速
ボールのスピードを遅くしてボールを打ち返しやすくする。
エナジーゲージ
ラリーを続けると溜まり、ねらいうち、加速を使うと消費する。
テクニカルショット
離れた場所にあるボールに飛びつき打ち返す。タイミング良く打ち返すとエナジーゲージが大幅に上昇するが、失敗するとエナジー減少や失点につながる。
スペシャルショット
エナジーゲージを最大まで貯めると使用可能。エナジーを大幅に消費して強力なショットを放ち、相手のラケットに当てれば一発で破壊できる。ブロック可。
なお、「シンプルルール」では、上記のシステムを機能させず基本のショットのみで試合をすることも可能。

## ゲームモード
ストーリーモード
ワリオとワルイージが持ち込んだ人を操る力を持つラケット「エスター」によってルイージが行方不明になってしまう。マリオを操作し各地でミッションをこなしたりボスと戦っていく。バトルは勝利だけでなく、特殊な条件が設定されていることがある。ミッションをクリアし経験を重ねるとステータスが上がり、新しいラケットが手に入ることもある。ミッションで全ラケットが壊れるとゲームオーバーになる。
オンライン対戦
最大4人で試合が可能。また、オンライントーナメントも行われ、参加特典として追加衣装や追加キャラも存在する。
スイングモード
Joy-Conを振ってボールを打ち返すことができる。

## 登場キャラクター

### プレイヤーキャラクター
マリオ、ルイージ、ワリオ、ワルイージは前作までとは異なりテニスのユニフォームを着用している。
マリオ（オールラウンド）
縦テクニカルショット：ハンドスピン
横テクニカルショット：ムーンサルト
スペシャルショット：カベキックファイア
- オンライン体験版をプレイするといつものオーバーオールのコスチュームを入手できる。

ルイージ（オールラウンド）
縦テクニカルショット：スティックまわし
横テクニカルショット：スライディング
スペシャルショット：どかんどっかんキャノン
ワリオ（パワー）
縦テクニカルショット：グレイトタイフーン
横テクニカルショット：パワフルダイブ
スペシャルショット：ニンニクマッスルボンバー
ワルイージ（ディフェンス）
縦テクニカルショット：ひねくれジャンプ
横テクニカルショット：ムーンウォーク
スペシャルショット：イッツショータイム
ヨッシー（スピード）
縦テクニカルショット：ぐるりターン
横テクニカルショット：ごろごろタマゴ
スペシャルショット：ウィングレインボー
ドンキーコング（パワー）
縦テクニカルショット：コングロール
横テクニカルショット：ハンドスラップ
スペシャルショット：バレルキャノンバスター
キノピオ（スピード）
縦テクニカルショット：キノコジャンプ
横テクニカルショット：キノコローリング
スペシャルショット：キノコスーパーダイブ
キノピコ（テクニック）
縦テクニカルショット：くるりんターン
横テクニカルショット：るんるんスキップ
スペシャルショット：ホップステップジャンプ
- 前作『ウルトラスマッシュ』のスピードタイプから変更された。

ピーチ（テクニック）
縦テクニカルショット：ローテーション
横テクニカルショット：リボントス
スペシャルショット：シューティングハート
デイジー（オールラウンド）
縦テクニカルショット：パリィ
横テクニカルショット：サーブル
スペシャルショット：フルブルームストライク
ロゼッタ（トリッキー）
縦テクニカルショット：ギャラクシーワープ
横テクニカルショット：サテライトムーブ
スペシャルショット：スターコンビネーション
- 前作のパワータイプから変更された。

クッパ（パワー）
縦テクニカルショット：ダイビングプレス
横テクニカルショット：スピニングシェル
スペシャルショット：ファイアブレスバースト
クッパJr.（ディフェンス）
縦テクニカルショット：ぼうそうエンジン
横テクニカルショット：ぜんかいジェット
スペシャルショット：ビッグアームストライク
- 前作のトリッキータイプから変更された。前作に引き続きクッパクラウンに乗っている。

テレサ（トリッキー）
縦テクニカルショット：ぐるぐる
横テクニカルショット：すりぬけ
スペシャルショット：まぼろしショット
ワンワン（パワー）
縦テクニカルショット：たてかいてん
横テクニカルショット：よこかいてん
スペシャルショット：おおあばれ
- マリオシリーズ通じて初のプレイヤー参戦。ラケットは口にくわえている。

ガボン（パワー）
縦テクニカルショット：でんぐりがえし
横テクニカルショット：とびかかり
スペシャルショット：トゲローラーストライク
- マリオテニスシリーズとしては初のプレイヤー参戦。

#### 追加キャラクター
オンライントーナメントに参加すると追加されるキャラクター。参加しなかった場合は、翌月のアップデートで追加される。
ノコノコ（スピード）
縦テクニカルショット：パワームーブ
横テクニカルショット：フロアムーブ
スペシャルショット：ジェルスピンブレイク
- 2018年7月のトーナメントに参加すると追加される。『マリオテニスGC』以来の参戦。甲羅を使って滑る動きが特徴で、移動速度は全キャラクターで最速を誇る。

ゲッソー（トリッキー）
縦テクニカルショット：スーパージャンプ
横テクニカルショット：サーフィンスライド
スペシャルショット：なみのりスプラッシュ
- 2018年8月のトーナメントに参加すると追加される。マリオテニスシリーズとしては初のプレイヤー参戦。スライスだけでなくトップスピンも強く曲がる特徴を持つ。

ディディーコング（スピード）
縦テクニカルショット：アクロバット
横テクニカルショット：モンキーロール
スペシャルショット：ジャングルスイング
- 2018年9月のトーナメントに参加すると追加される。『マリオスポーツ スーパースターズ』を除くと『マリオテニス オープン』以来の参戦。

キャサリン（オールラウンド）
縦テクニカルショット：ビューティポーズ
横テクニカルショット：チアステップ
スペシャルショット：プロペラリフトカーニバル
- 2018年10月のトーナメントに参加すると追加される。『スーパースターズ』を除くと『マリオテニス64』以来の参戦。『64』のスピードタイプから変更された。

パタパタ（テクニック）
縦テクニカルショット：ブースト
横テクニカルショット：サマーソルト
スペシャルショット：スパイラルフォーメーション
- 2018年11月のトーナメントに参加すると追加される。『GC』以来の参戦。

ヘイホー（テクニック）
縦テクニカルショット：ぜんりょくジャンプ
横テクニカルショット：おめんスライディング
スペシャルショット：ふうせんカーニバル
- 2018年12月のトーナメント（ダブルス部門）に参加すると追加される。『GC』以来の参戦。

ボスパックン（パワー）
縦テクニカルショット：いあつのはばたき
横テクニカルショット：まきこみビンタ
スペシャルショット：あらぶるたつまき
- 2018年12月のトーナメント（スタンダード部門）に参加すると追加される。『GC』以来の参戦。ストーリーモードではボスキャラクターとして登場。今作では両腕の葉っぱをラケット代わりに使用する。フラットサーブが全キャラ中最速のスピードを誇るが、グッドサーブがないためナイスサーブを打てないと遅いサーブになってしまう欠点がある。

チコ（テクニック）
縦テクニカルショット：きらきらメテオ
横テクニカルショット：ながれぼし
スペシャルショット：スターリングシュート
- 2019年1月のトーナメントに参加すると追加される。『オープン』以来の参戦。ライジング（ボールのバウンド直後に打つショット）でボールを返すと独特な音と共に威力が上がる性質を持つ。

ブンブン（ディフェンス）
縦テクニカルショット：ブンまわし
横テクニカルショット：ブンまわり
スペシャルショット：いかりのグルグルパンチ
- 2019年2月のトーナメントに参加すると追加される。マリオテニスシリーズとしては初のプレイヤー参戦。ストーリーモードではライバルキャラクターとして登場。腕が大きいため守備範囲が非常に広いが、前後の移動が遅いのが難点。

ポリーン（スピード）
縦テクニカルショット：レイバックターン
横テクニカルショット：ジャンプアップレディ
スペシャルショット：ニュードンク・シティライブ
- 2019年3月のトーナメントに参加すると追加される。マリオシリーズ通じて初のプレイヤー参戦。スペシャルショット披露時には『スーパーマリオ オデッセイ』の挿入歌である「Jump Up, Super Star! NDCフェスティバルエディション」が流れる。

カメック（トリッキー）
縦テクニカルショット：マジカルワープ
横テクニカルショット：ホウキダッシュ
スペシャルショット：きょだいかスマッシュ
- 2019年4月のトーナメントに参加すると追加される。マリオテニスシリーズとしては初のプレイヤー参戦。ストーリーモードではライバルキャラクターとして登場。ゲッソーと共にトップスピンでもボールが曲がる性質を持つ。

カロン（トリッキー）
縦テクニカルショット：さまよいターン
横テクニカルショット：プロペラボーン
スペシャルショット：骨格合体カロンスマッシュ
- 2019年5月のトーナメントに参加すると追加される。マリオテニスシリーズとしては初のプレイヤー参戦。ストーリーモードではライバルキャラクターとして登場。唯一、後ろ方向へのテクニカルショットがロブショットになるキャラ。

ファイアパックン（テクニック）
縦テクニカルショット：ぜんりょくブレス
横テクニカルショット：ひっしのブレス
スペシャルショット：ファイアボールコンボ
- 2019年6月のトーナメントに参加すると追加される。マリオシリーズ通じて初のプレイヤー参戦。トップスピンが強く、テクニカルショットがすべてトップスピンで統一される性質を持つ。

ほねクッパ（ディフェンス）
縦テクニカルショット：ダイビングプレス
横テクニカルショット：スピニングシェル
スペシャルショット：ヘルファイアバースト
- 2019年7月のトーナメントに参加すると追加される。最後の追加キャラクター。このキャラクターのみ、相手のねらいうちに対してのブロックに失敗してもラケットにダメージを受けない（画面には「DEFENSE!」と表示される）。スライスが得意で、バックで返すとより強い威力になるのも特徴。

### ストーリーモードのキャラクター
- パックンフラワー[2]
- ペンギン
- ハンマーブロス
- メカクッパ
- バッタン
- ラズ
- ミラージュ
- アイスゴーレム
- ボスゲッソー
- クッパの大石像
- エスタークッパ

### その他のキャラクター
- ジュゲム[12]
- キングテレサ[14]
第1回目の協力ミッションに登場。
- プロペラヘイホー[20]
キャサリンのスペシャルショットに登場。
- ニュードンカー[21]
ポリーンのスペシャルショットに登場。

## コート
初期ではマリンスタジアムのみだが、ストーリーモードを進めると使用できるコートが増えていく。ギミックがあるコートはルール設定でギミックなしにすることも可能。
マリンスタジアム
- ハード / たまあし - ふつう / バウンド - つよい
- クレイ / たまあし - おそい / バウンド - ふつう
- グラス / たまあし - さいそく / バウンド - ふつう
- ナイト / たまあし - はやい / バウンド - つよい

南の島のスタジアムにあるコート。キノコカップはグラス、フラワーカップはクレイ、スターカップはショーアップされたナイトコートが使用される。
ソル王国の遺跡
- たまあし - おそい / バウンド - よわい

砂漠の中にあるコート。全コートの中でたまあしとバウンドが共に最も低い。
パックンフラワーの森
- たまあし - ふつう / バウンド - よわい

森の中にあるコート。ネット付近に3体のパックンフラワーがおり、ボールが当たると反対のコートにボールを吐き出す。
ミラージュの館
- たまあし - はやい / バウンド - ふつう

不気味なミラージュの館内にあるコート。ネット付近を2枚の鏡が漂っており、ボールが当たるともう片方の鏡からボールが発射される。
コッチン雪山
- たまあし - ふつう / バウンド - つよい

コッチン雪山のふもとの駅前広場にあるコート。試合中、通行客のクリボー、ノコノコ、ヘイホーがコートを横断しボールが当たると軌道が変わる。ヘイホーは逆に打ち返してくる。
オーアレ海
- たまあし - はやい / バウンド - ふつう

船上にあるコート。コート中央に船のマストがあり、ボールが当たると軌道が変わる。このコートのみギミックなしに設定することはできない。
アッチーノ島
- たまあし - はやい / バウンド - さいきょう

マグマの島の中に作られたクッパの砦。サーブ後、複数のメカクッパがコート内に出現し、爆発に巻き込まれると動きが鈍くなる。ボールを打ったときに近くにいるメカクッパを相手コートに移動させることができる。

## イベント
Stay at Home Slam
2020年5月4日5時（日本時間）より北米で開催されたオンライントーナメント。IMG Tennis主催のチャリティーマッチで、Facebook社から贈られる賞金総額100万ドルの全てが新型コロナウイルス対策のための基金に寄付された。
対戦はテニスのトッププレイヤーと北米の著名人がダブルスを組んで行われ、対戦中のコメンテーターをジョン・マッケンローが務めた。結果はテイラー・フリッツとアディスン・レイのペアが優勝。35,000人以上のユーザーがライブ観戦した。
参加選手
- セリーナ・ウィリアムズ & ジジ・ハディッド
- マディソン・キーズ & シール
- ビーナス・ウィリアムズ & ディアンドレ・ホプキンス
- テイラー・フリッツ & アディスン・レイ
- マリア・シャラポワ & カーリー・クロス
- ケビン・アンダーソン & ライアン・タネヒル
- 大坂なおみ & ヘイリー・ビーバー
- 錦織圭 & スティーヴ・アオキ